# Anastatus semiflavidus
Anastatus semiflavidus är en stekelart som beskrevs av Charles Joseph Gahan 1914. Anastatus semiflavidus ingår i släktet Anastatus och familjen hoppglanssteklar. Inga underarter finns listade i Catalogue of Life.